# فورد تاروس (نسل چهارم)
فورد تاروی (نسل چهارم) (Ford Taurus (fourth generation)) خودرویی است که در سال‌های ۲۰۰۰–۲۰۰۷در شیکاگو تولید شده‌است.
این خودرو در کلاس خودرو سایز متوسط قرار گرفته و طراحی آن خودروهای موتور جلو-محور جلو بوده است. سیستم جعبه‌دندهٔ آن ۴ دنده به صورت خودکار است.